# Saint-Caprais-de-Bordeaux
Saint-Caprais-de-Bordeaux ist eine französische Gemeinde im Département Gironde in der Region Nouvelle-Aquitaine. Sie gehört zum Kanton Créon im Arrondissement Bordeaux.
Die Gemeinde liegt im Einzugsgebiet der Stadt Bordeaux. Während Saint-Caprais-de-Bordeaux im Jahr 1962 über 666 Einwohner verfügte, zählt man aktuell 3460 Einwohner (Stand 1. Januar 2022).

## Weblinks

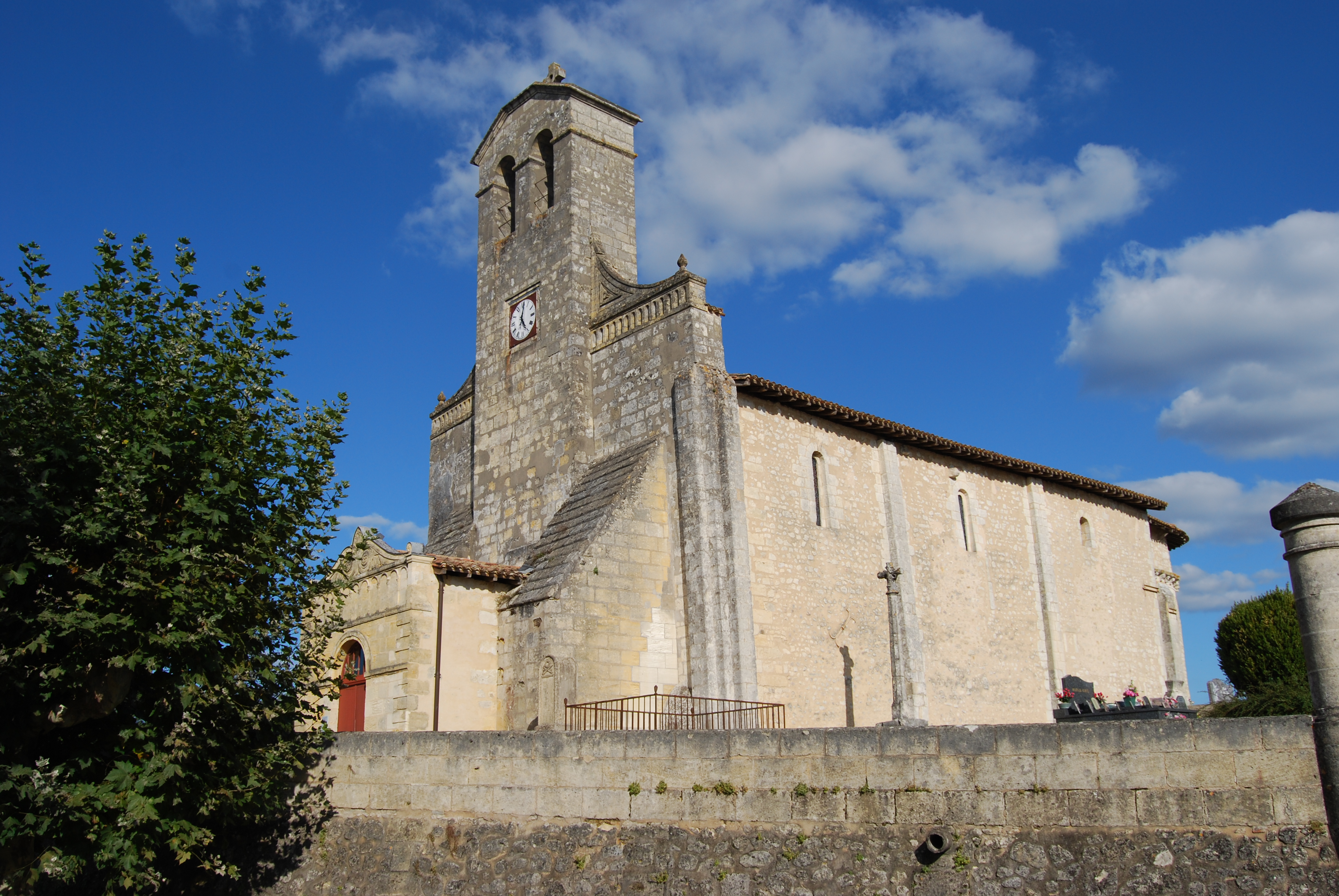
Kirche Saint-Caprais

## Bevölkerungsentwicklung
| Jahr                       | 1962 | 1968 | 1975 | 1982 | 1990 | 1999 | 2006 | 2017 |
| Einwohner                  | 666  | 884  | 1006 | 1805 | 2321 | 2534 | 2588 | 3222 |
| Quellen: Cassini und INSEE |      |      |      |      |      |      |      |      |

## Baudenkmäler
Siehe: Liste der Monuments historiques in Saint-Caprais-de-Bordeaux

## Weinbau
Saint-Caprais-de-Bordeaux ist eine Weinbaugemeinde; die Rebflächen gehören zur Appellation Premières Côtes de Bordeaux in der Weinbauregion Entre-Deux-Mers.